# Villers-lès-Nancy
Pour les articles homonymes, voir Villers et Nancy (homonymie).
Villers-lès-Nancy est une commune française située dans le département de Meurthe-et-Moselle, en Lorraine, dans la région administrative Grand Est.
Ses habitants sont appelés Villarois.

## Géographie

### Localisation
Villers-lès-Nancy se situe dans le Nord-Est de la France, dans la banlieue ouest de Nancy. Elle s’étend depuis Nancy jusque sur le plateau de Haye et sa forêt.

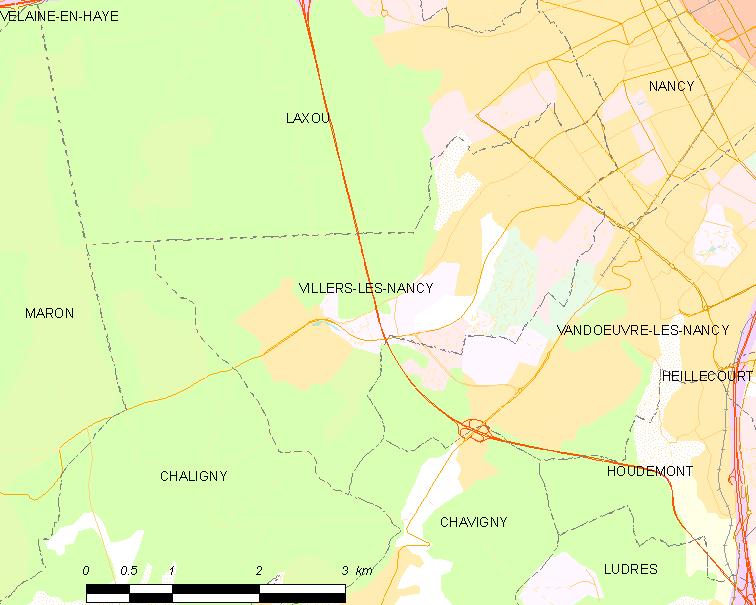
Villers.

### Communes limitrophes
Villers-lès-Nancy est limitrophe de cinq communes, toutes situées dans le département de Meurthe-et-Moselle et réparties géographiquement de la manière suivante :

### Voies de communication et transports

#### Transports en commun
Villers-lès-Nancy est reliée au Grand Nancy grâce aux lignes du réseau de transport de l'agglomération nancéienne appelé Réseau Stan, cependant, seule la ligne 16 dessert l'extrémité de la commune, à l'Ouest de la métropole :
- Tempo 3 : Villers Campus Sciences - Seichamps Haie Cerlin
- Ligne 10 Sub : Chaligny / Neuves Maisons / Vandœuvre CHU Brabois - Villers Campus Sciences / Pompey
- Ligne 16 : Villers Clairlieu - Malzéville / Malzéville Margeville / Malzéville Pixerécourt
- Ligne 17 : Villers Campus Sciences - Ludres
- Ligne 30 : Laneuveville Gare - Villers Campus Sciences
- Ligne Corol (ligne circulaire desservant Vandœuvre, Jarville, Nancy, Laxou, Villers)
- Ligne 51 (scolaire) : Villers Clairlieu - Villers Lycée Stanislas
- Ligne 52 : Villers Collège Chepfer - Villers Lycée Stanislas
- Ligne 66 (scolaire) : Villers Lycée Stanislas - Fléville

Le service de transport Villers intra bus, VIB, est également mis à disposition par le CCAS, en complément du Réseau Stan, afin de favoriser la mobilité des seniors de Villers-lès-Nancy. Celui-ci dessert les 3 quartiers de la commune sur 3 jours différents : Clairlieu est desservi le lundi, Village-centre le mardi et Placieux-val le mercredi.

### Géologie et relief
Hydrogéologie et climatologie : Système d’information pour la gestion des eaux souterraines du bassin Rhin-Meuse :
Territoire communal : Occupation du sol (Corinne Land Cover) ; Cours d'eau (BD Carthage),
Géologie : Carte géologique ; Coupes géologiques et techniques,
 Hydrogéologie : Masses d'eau souterraine ; BD Lisa ; Cartes piézométriques.

### Sismicité
Commune située dans une zone de sismicité très faible.

### Hydrographie
La commune est dans le bassin versant du Rhin au sein du bassin Rhin-Meuse. Elle n'est drainée par aucun cours d'eau,.

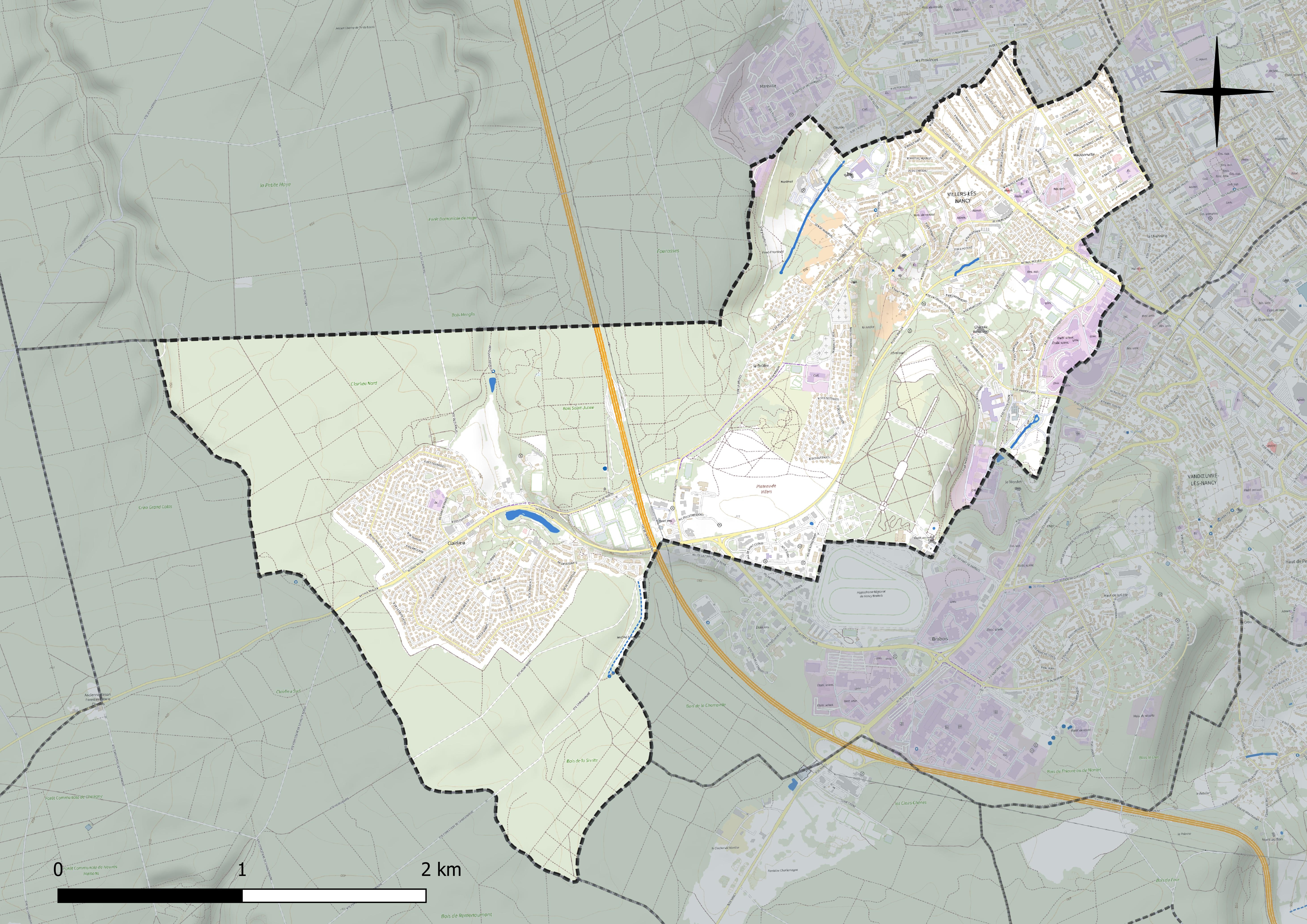
Réseau hydrographique de Villers-lès-Nancy.

### Climat
Pour des articles plus généraux, voir Climat du Grand Est et Climat de Meurthe-et-Moselle.
En 2010, le climat de la commune est de type climat des marges montargnardes, selon une étude du Centre national de la recherche scientifique s'appuyant sur une série de données couvrant la période 1971-2000. En 2020, Météo-France publie une typologie des climats de la France métropolitaine dans laquelle la commune est exposée à un climat semi-continental et est dans la région climatique  Lorraine, plateau de Langres, Morvan, caractérisée par un hiver rude (1,5 °C), des vents modérés et des brouillards fréquents en automne et hiver. 
Pour la période 1971-2000, la température annuelle moyenne est de 9,9 °C, avec une amplitude thermique annuelle de 16,9 °C. Le cumul annuel moyen de précipitations est de 802 mm, avec 12,5 jours de précipitations en janvier et 9,2 jours en juillet. Pour la période 1991-2020, la température moyenne annuelle observée sur la station météorologique de Météo-France la plus proche, « Nancy-Essey », sur la commune de Tomblaine à 5 km à vol d'oiseau, est de 11,0 °C et le cumul annuel moyen de précipitations est de 746,3 mm. 
La température maximale relevée sur cette station est de 40,1 °C, atteinte le 24 juillet 2019 ; la température minimale est de −24,8 °C, atteinte le 21 février 1956,,. 
| Mois                                  | jan.             | fév.             | mars             | avril           | mai             | juin           | jui.          | août           | sep.            | oct.            | nov.             | déc.             | année      |
| ------------------------------------- | ---------------- | ---------------- | ---------------- | --------------- | --------------- | -------------- | ------------- | -------------- | --------------- | --------------- | ---------------- | ---------------- | ---------- |
| Température minimale moyenne (°C)     | −0,2             | 0                | 2,1              | 4,5             | 8,7             | 12,2           | 14,2          | 13,9           | 10,2            | 7,1             | 3,4              | 1                | 6,4        |
| Température moyenne (°C)              | 2,6              | 3,5              | 6,9              | 10,2            | 14,2            | 17,9           | 20            | 19,6           | 15,6            | 11,3            | 6,4              | 3,5              | 11         |
| Température maximale moyenne (°C)     | 5,4              | 7,1              | 11,6             | 15,8            | 19,8            | 23,5           | 25,8          | 25,4           | 20,9            | 15,5            | 9,4              | 6                | 15,5       |
| Record de froid (°C) date du record   | −21,6 13.01.1968 | −24,8 21.02.1956 | −15,9 04.03.1965 | −6,8 02.04.1958 | −4,2 03.05.1960 | 1,6 05.06.1953 | 2 01.07.1962  | 2,8 26.08.1966 | −1,3 24.09.1948 | −7,9 27.10.1950 | −12,7 23.11.1998 | −21,3 30.12.1939 | −24,8 1956 |
| Record de chaleur (°C) date du record | 16,8 05.01.1999  | 20,8 27.02.19    | 26 31.03.21      | 29,3 18.04.1949 | 33 28.05.17     | 37,2 26.06.19  | 40,1 24.07.19 | 39,3 08.08.03  | 34,4 15.09.20   | 27,6 13.10.23   | 22,7 02.11.20    | 18,5 16.12.1989  | 40,1 2019  |
| Ensoleillement (h)                    | 524              | 801              | 1 396            | 1 812           | 2 056           | 2 235          | 2 348         | 2 194          | 1 719           | 1 046           | 521              | 432              | 17 083     |
| Précipitations (mm)                   | 64,4             | 54,8             | 54,1             | 44,3            | 67,9            | 56             | 63            | 67,2           | 61,1            | 66,5            | 68,9             | 78,1             | 746,3      |

| Diagramme climatique                                  |          |             |             |             |            |            |              |              |             |            |        |
| J                                                     | F        | M           | A           | M           | J          | J          | A            | S            | O           | N          | D      |
| 5,4−0,264,4                                           | 7,1054,8 | 11,62,154,1 | 15,84,544,3 | 19,88,767,9 | 23,512,256 | 25,814,263 | 25,413,967,2 | 20,910,261,1 | 15,57,166,5 | 9,43,468,9 | 6178,1 |
| Moyennes : • Temp. maxi et mini °C • Précipitation mm |          |             |             |             |            |            |              |              |             |            |        |

Les paramètres climatiques de la commune ont été estimés pour le milieu du siècle (2041-2070) selon différents scénarios d'émission de gaz à effet de serre à partir des nouvelles projections climatiques de référence DRIAS-2020. Ils sont consultables sur un site dédié publié par Météo-France en novembre 2022.

## Urbanisme

### Typologie
Au 1er janvier 2024, Villers-lès-Nancy est catégorisée ceinture urbaine, selon la nouvelle grille communale de densité à sept niveaux définie par l'Insee en 2022.
Elle appartient à l'unité urbaine de Nancy, une agglomération intra-départementale regroupant 28  communes, dont elle est une commune de la banlieue,,. Par ailleurs la commune fait partie de l'aire d'attraction de Nancy, dont elle est une commune de la couronne,. Cette aire, qui regroupe 353 communes, est catégorisée dans les aires de 200 000 à moins de 700 000 habitants,.

### Occupation des sols
L'occupation des sols de la commune, telle qu'elle ressort de la base de données européenne d’occupation biophysique des sols Corine Land Cover (CLC), est marquée par l'importance des territoires artificialisés (51,5 % en 2018), en augmentation par rapport à 1990 (42,5 %). La répartition détaillée en 2018 est la suivante : forêts (41,7 %), zones urbanisées (31,8 %), espaces verts artificialisés, non agricoles (13,7 %), zones industrielles ou commerciales et réseaux de communication (5,9 %), prairies (4 %), cultures permanentes (2,8 %). L'évolution de l’occupation des sols de la commune et de ses infrastructures peut être observée sur les différentes représentations cartographiques du territoire : la carte de Cassini (XVIIIe siècle), la carte d'état-major (1820-1866) et les cartes ou photos aériennes de l'IGN pour la période actuelle (1950 à aujourd'hui).

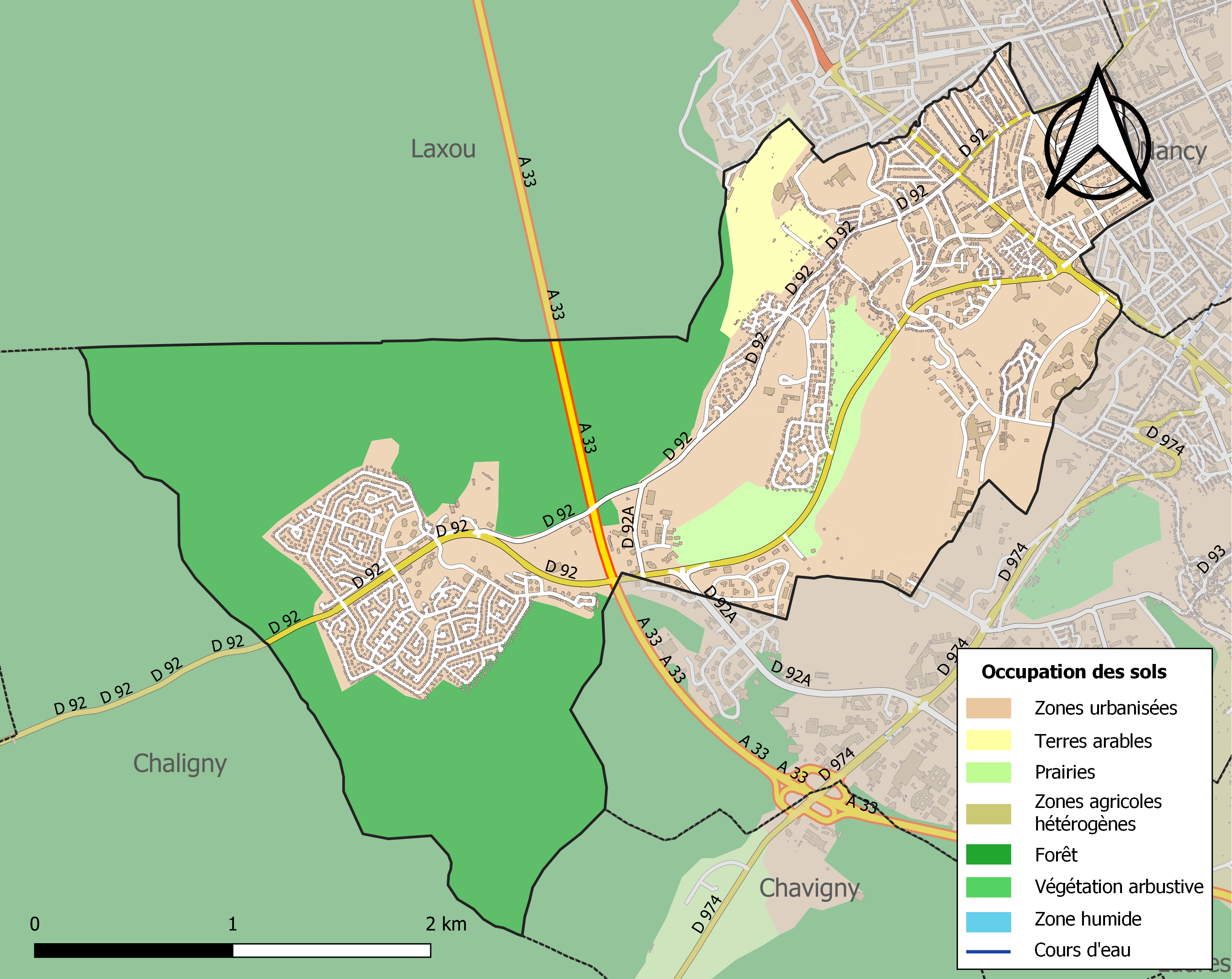
Carte des infrastructures et de l'occupation des sols de la commune en 2018 (CLC).

### Quartiers et lieux-dits
La commune est composée de trois quartiers : Placieux-Mairie, Botanique-Village, qui va du village au jardin botanique Jean-Marie-Pelt et au plateau de Brabois et Clairlieu dans une clairière de la forêt de Haye, au-delà de l’autoroute A33.

#### Placieux-Val
Ce quartier est le plus proche de Nancy. Le parc du Placieux a été construit entre les années 1930 et 1970 ; les deux secteurs qui composent « Villers-bas », abritent de nombreux bâtiments à vocation publique : la mairie bien sûr, deux zones commerciales de proximité, deux centres socio-culturels, des sièges d’administration, un foyer de personnes âgées et une maison de retraite privée, plusieurs écoles. On y trouve aussi la marque de l’entrée de Villers dans le XXIe siècle avec la reconstruction de l’îlot des Poilus d’Orient et les panneaux solaires de ses nouveaux immeubles.

#### Village-centre
Cette zone est située entre le quartier Placieux-Mairie et Clairlieu, et s’étend du secteur du jardin botanique Jean-Marie-Pelt, en bordure de la faculté des sciences et technologies (limite de Vandœuvre-lès-Nancy), le boulevard des Aiguillettes et inclut le village (également appelé « Le Vieux Villers ») jusqu’en bordure de la voie de contournement (A33), comportant le plateau de Brabois, le pôle technologique et Villers-Cottages.
Le parc de Brabois, équipement communautaire majeur, est situé en quasi-totalité sur le territoire de la commune de Villers. Dévasté par la tempête de 1999, il bénéficie actuellement d’un programme de remise en valeur. Sur son flanc ouest, la « Grande Avenue » porte le nom de l’ancien maire Paul Muller et relie Clairlieu à la Mutualité. C’est là qu’a été inauguré en 2007, le nouveau bâtiment de Télécom Nancy, école d’ingénieurs composante de l’université Henri-Poincaré. Sur le plateau, se déroulent tous les ans en mai les Eurovolies.
Après les hauteurs du village, cœur historique de la commune, on découvre le jardin botanique Jean-Marie-Pelt et le lotissement dénommé « Villa Jardin botanique » situé au lieu-dit « Sous le château » construit dans les années 1980. Il jouxte la partie villaroise de la faculté des sciences et technologies de l'université de Lorraine, et notamment le LORIA, un des plus grands laboratoires de la région Lorraine.

#### Clairlieu
Le quartier de Clairlieu est situé à l’ouest de la commune, est principalement constitué d’un grand lotissement, construit sur d’anciens terrains agricoles et pour partie inclus dans la forêt de Haye. Les habitants sont appelés Clairlocois.
Après avoir longé Promotech et le technopole Nancy-Brabois, les bâtiments du centre de gestion de la fonction publique de Meurthe-et-Moselle et Fidal, cabinet d'avocats en droit d'affaire, puis le stade municipal Roger-Bambuck, l’avenue Paul-Muller descend vers le bassin de la Sance à l’entrée nord de Clairlieu. Bâti sur les terrains d’une ancienne abbaye cistercienne, ce lotissement a été, dans les années 1970, la plus grosse opération d’habitat social individuel d’Europe.

## Toponymie
L'historien Henri Lepage donne comme nom les formes suivantes Villers vers 1169-1193, Villers desor Nancey en 1291, Villers devant Nancy en 1483 et finalement Villers-lès-Nancy.

Du bas latin villare « domaine rural ».
La préposition « lès » permet de signifier la proximité d'un lieu géographique par rapport à un autre lieu. En règle générale, il s'agit d'une localité qui tient à se situer par rapport à une ville voisine plus grande. La commune française de Villers indique qu'elle se situe près de Nancy.

## Histoire
Dès le néolithique une présence humaine régulière a lieu sur le site de Clairlieu et se poursuit jusqu'à l'âge du bronze comme l'attestent plusieurs pièces trouvées par MM. Barthélemy, Bleicher et Guérin.
Au Moyen Âge, le seigneur de Remicourt avait droit de justice sur son fief de Villiers. Les historiens affirment qu'un gibet était dressé au lieu-dit « La Justice ».
Ce village de l'ancien duché de Lorraine a dépendu  de la prévôté et du bailliage de Nancy sous la coutume de Lorraine, avant de passer en 1790 dans le canton et district de Nancy. Sur le plan spirituel, il était à l'origine une annexe de Vandœuvre, puis il fut érigé en cure en 1600. Il dépendait de l'évêché de Nancy à partir de 1778.
Le plus ancien titre où il soit question de cette commune est daté de 1587 ; c'est un règlement de la communauté de Villers, par lequel ceux qui voulaient s'établir dans ce lieu devaient en obtenir la permission du seigneur haut-justicier et payer 12 francs. Le dessinateur et graveur Jacques Callot avait une maison de campagne à Villers, où il existait autrefois une maison franche.
L'abbaye cistercienne de Clairlieu, fondée vers l’an 1150 sur le territoire communal, fut en activité jusqu’à la Révolution française.
L'église actuelle, qui est la troisième construite à Villers, a été inaugurée en 1884 sur l’emplacement de celle construite en 1788 et qui était devenue trop petite.

## Politique et administration

### Liste des maires
| Période       | Période                   | Identité         | Étiquette           | Qualité |
| ------------- | ------------------------- | ---------------- | ------------------- | --- |
| octobre 1945  | novembre 1947             | Raymond Villaume |                     | |
| novembre 1947 | mars 1965                 | James Moisson    |                     | |
| mars 1965     | mai 1980                  | Paul Muller      | RI                  | Commerçant en chaussures Premier adjoint au maire (1959 → 1965) Président (1974 → 1979) puis 1er vice-président (1979 → 1980) du District urbain de l'agglomération nancéienne Chevalier de la Légion d'honneur (1978) Décédé en fonction |
| mai 1980      | mars 2001                 | Jean Bernadaux   | UDF-CDS puis UDF-FD | Directeur d'école Sénateur de Meurthe-et-Moselle (1992 → 2001) Conseiller général de Laxou (1982 → 1994) |
| mars 2001     | mars 2014                 | Pascal Jacquemin | PS                  | Cadre à la SNCF Conseiller général de Villers-lès-Nancy (1998) Conseiller général de Laxou (1998 → 2004) Conseiller régional de Lorraine (2004 → 2010) |
| mars 2014     | En cours (au 26 mai 2020) | François Werner, | UDI-LC              | Inspecteur général des finances 7e vice-président de la Métropole du Grand Nancy (2014 → 2017) 5e vice-président de la Métropole du Grand Nancy (2017 → 2020) 1er vice-président de la Métropole du Grand Nancy, (2020 → ) Conseiller régional du Grand Est, (2015 → ) Vice-président du conseil régional du Grand Est, (2017 → ) Réélu pour le mandat 2020-2026 |

### Budget et fiscalité 2021
En 2021, le budget de la commune était constitué ainsi :
- total des produits de fonctionnement : 11 984 000 €, soit 806 € par habitant ;
- total des charges de fonctionnement : 10 784 000 €, soit 725 € par habitant ;
- total des ressources d'investissement : 2 548 000 €, soit 171 € par habitant ;
- total des emplois d'investissement : 2 178 000 €, soit 146 € par habitant ;
- endettement : 4 827 000 €, soit 324 € par habitant.

Avec les taux de fiscalité suivants :
- taxe d'habitation : 9,19 % ;
- taxe foncière sur les propriétés bâties : 26,32 % ;
- taxe foncière sur les propriétés non bâties : 5,82 % ;
- taxe additionnelle à la taxe foncière sur les propriétés non bâties : 0,00 % ;
- cotisation foncière des entreprises : 0,00 %.

Chiffres clés Revenus et pauvreté des ménages en 2020 : médiane en 2020 du revenu disponible, par unité de consommation : 26 160 €.

### Jumelages
- Oerlinghausen (Allemagne) depuis 1988.

## Population et société

### Démographie
L'évolution du nombre d'habitants est connue à travers les recensements de la population effectués dans la commune depuis 1793. Pour les communes de plus de 10 000 habitants les recensements ont lieu chaque année à la suite d'une enquête par sondage auprès d'un échantillon d'adresses représentant 8 % de leurs logements, contrairement aux autres communes qui ont un recensement réel tous les cinq ans,.

En 2022, la commune comptait 14 938 habitants, en évolution de +3,34 % par rapport à 2016 (Meurthe-et-Moselle : −0,13 %, France hors Mayotte : +2,11 %).
| 1793 | 1800 | 1806 | 1821 | 1831 | 1836 | 1841 | 1846 | 1851 |
| ---- | ---- | ---- | ---- | ---- | ---- | ---- | ---- | ---- |
| 295  | 305  | 394  | 425  | 458  | 601  | 634  | 632  | 626  |

| 1856 | 1861 | 1872 | 1876 | 1881 | 1886 | 1891 | 1896 | 1901 |
| ---- | ---- | ---- | ---- | ---- | ---- | ---- | ---- | ---- |
| 664  | 642  | 733  | 765  | 850  | 866  | 921  | 876  | 839  |

| 1906 | 1911  | 1921  | 1926  | 1931  | 1936  | 1946  | 1954  | 1962  |
| ---- | ----- | ----- | ----- | ----- | ----- | ----- | ----- | ----- |
| 944  | 1 132 | 1 197 | 1 389 | 1 863 | 3 131 | 3 569 | 3 890 | 5 956 |

| 1968  | 1975   | 1982   | 1990   | 1999   | 2006   | 2011   | 2016   | 2021   |
| ----- | ------ | ------ | ------ | ------ | ------ | ------ | ------ | ------ |
| 7 811 | 14 084 | 16 120 | 16 515 | 15 694 | 15 375 | 14 451 | 14 455 | 14 761 |

| 2022   | - | - | - | - | - | - | - | - |
| ------ | - | - | - | - | - | - | - | - |
| 14 938 | - | - | - | - | - | - | - | - |

### Enseignement[49]
- École maternelle Claude-Deruet
- École maternelle Suzanne-Herbinière-Lebert
- École élémentaire des Aiguillettes
- École élémentaire du château Simon-de-Chatellus
- École primaire (maternelle et élémentaire) Albert-Camus
- École primaire (maternelle et élémentaire) du Placieux
- École primaire (maternelle et élémentaire) Marcel-Pagnol
- Collège George-Chepfer[50]
- Lycée Stanislas[51]
- Télécom Nancy - École généraliste en informatique et sciences et technologies du numérique.
- CESI[52] : École d'ingénieurs ; École supérieure de l'alternance ; École de formation des managers

### Manifestations culturelles et festivités
- Fête de la nature (3e semaine de mai)
- Fête des vendanges (le 1er week-end de septembre)
- Journée du patrimoine souterrain (3e dimanche de septembre)

## Économie
Parmi les secteurs d'activité comptant le plus d'entreprises, Villers-lès-Nancy compte en 2022, 410 entreprises pour l'exploitation de biens immobiliers, 130 entreprises pour les organisations associatives, 78 pour les activités pour la santé, 62 pour l'enseignement et 51 commerces hors magasin.
En 2022, le salaire moyen par foyer à Villers-lès-Nancy est de 2 540 euros. Le montant moyen de l'impôt est de 1 939 euros alors que 69 % des familles sont imposables.
Le siège de la société Pharmagest Interactive est situé sur la commune.

## Culture locale et patrimoine

### Lieux et monuments

#### Édifices civils

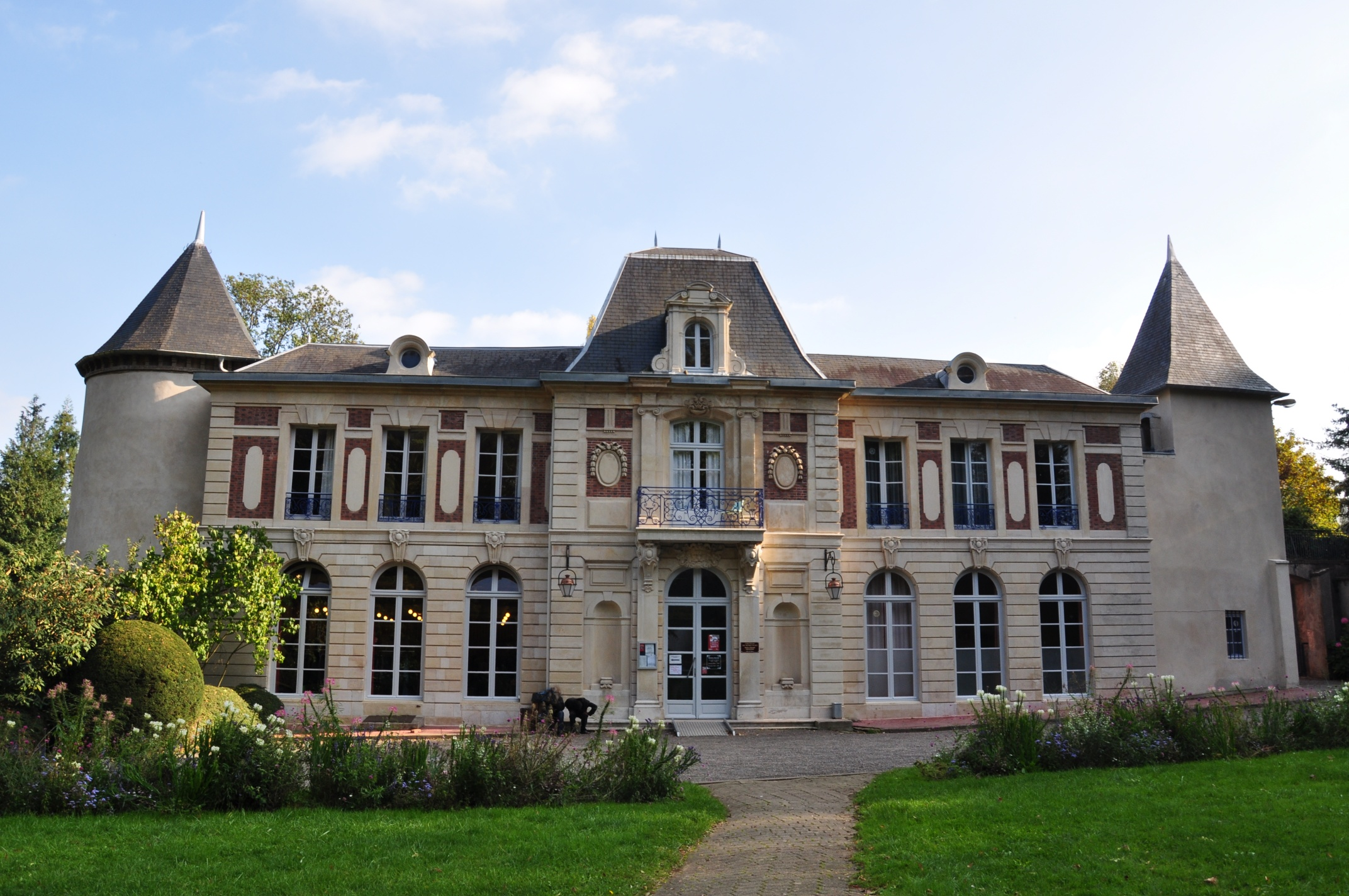
Château de Remicourt à Villers-lès-Nancy.

- Tumulus fouillé en 1904 dans le parc de Brabois.
- Château de Madame de Graffigny avec son parc agrémenté d’arbres remarquables.
- Château de Remicourt[55] existant dès 1270, construction d'une chapelle en 1334 restaurée au XVIIIe siècle.
- Château de Brabois construit en 1536, reconstruit en 1615 et agrandi au XVIIIe siècle, détruit peu après la Révolution française ; vaste parc ouvert au public.
- Château et domaine de l'Asnée, XIXe siècle, reconstruit en 1869.
- Tour de Greff[55], XIXe siècle, essai de reproduction d'un château féodal.
- Château Saint-Fiacre[55], début XVIIIe siècle, dans le parc du même nom qui abrita avant 1345, la première église de Villers.
- Château Simon-de-Chatellus, mi-XVIIIe siècle, siège un temps du district urbain de Nancy, aujourd'hui école primaire.
- La source de l'Asnée (émergence des eaux du Spéléodrome de Nancy) à l'entrée de la forêt de Haye dont le captage fut construit de 1898 à 1906 et dont l'eau alimenta Nancy jusqu'en 1932[56].

#### Édifices religieux
- Église Saint-Fiacre, XVIIIe siècle[57]. Villers-lès-Nancy possédait jadis une chapelle dédiée à saint Fiacre, patron des jardiniers, au hameau de Remicourt, dans le parc de l'actuel château Saint-Fiacre, en contrebas du château, et citée dans les textes dès 1345. Reconstruite en 1786, au centre du village avec réemploi des pierres de l'ancienne chapelle devenue vétuste et inadaptée au nombre accru de paroissiens ; détruite et reconstruite après la guerre de 1870.
- Église Sainte-Thérèse-de-l'Enfant-Jésus, construite par Jules Criqui entre 1931 et 1934.
- Église Saint-Bernard (quartier Clairlieu).
- Chapelle orthodoxe des Gaules (château de Remicourt).
- Grand séminaire de l’Asnée, construit sous la direction de l’architecte Jules Criqui entre 1932 à 1936 ; désacralisé.
- Ancienne abbaye cistercienne du lieu-dit Clairlieu, vaste abbaye cistercienne qui fut fondée en 1159, rasée en 1791-1792. Des fouilles ont été entreprises dans les années 1980 à l'emplacement de l'église abbatiale.
- Chapelle Sainte-Valérie (jardin botanique Jean-Marie-Pelt).
- Ancienne chapelle Sainte-Jeanne-d'Arc, chapelle démolie anciennement située boulevard des Aiguillettes.

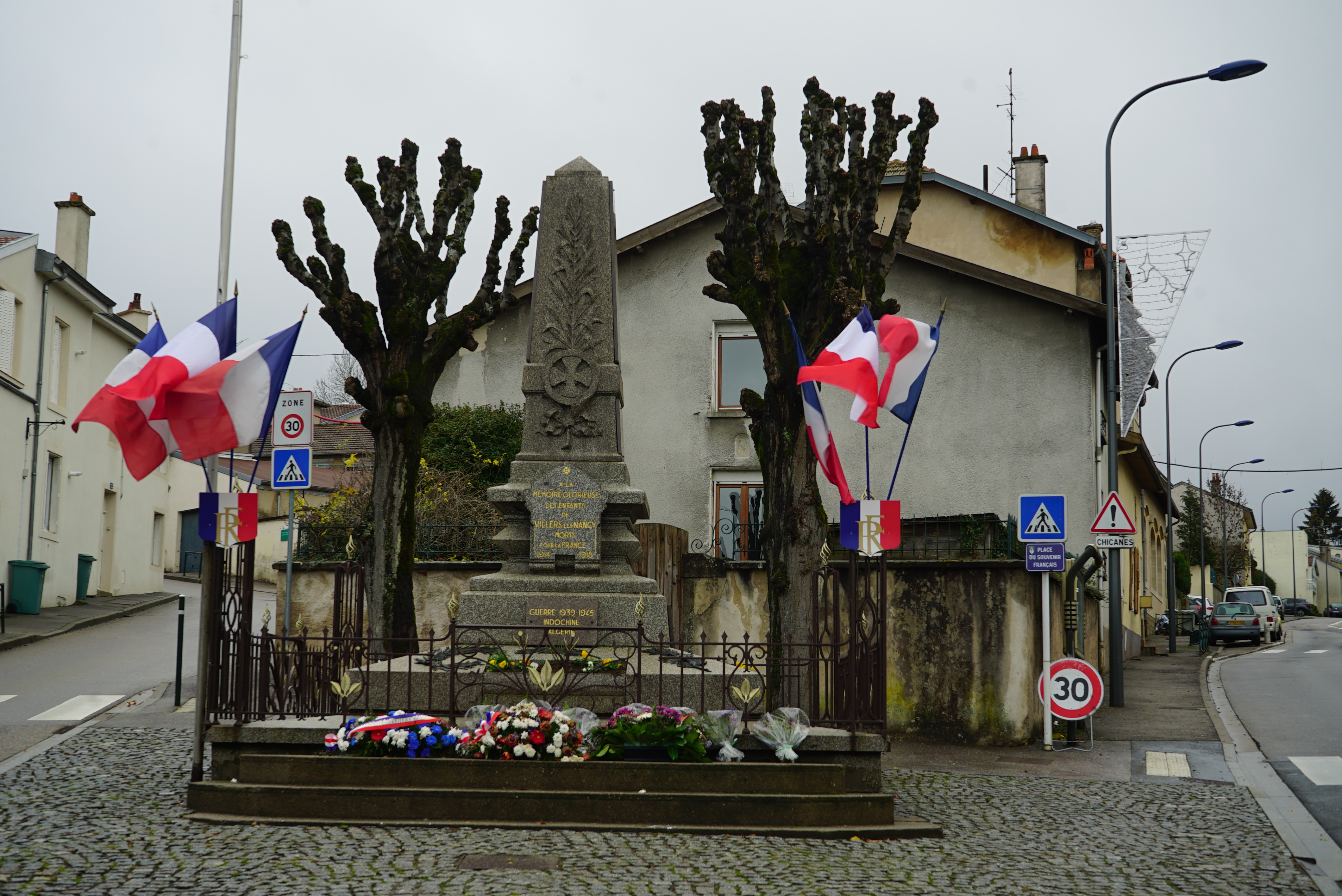
Monument aux morts,
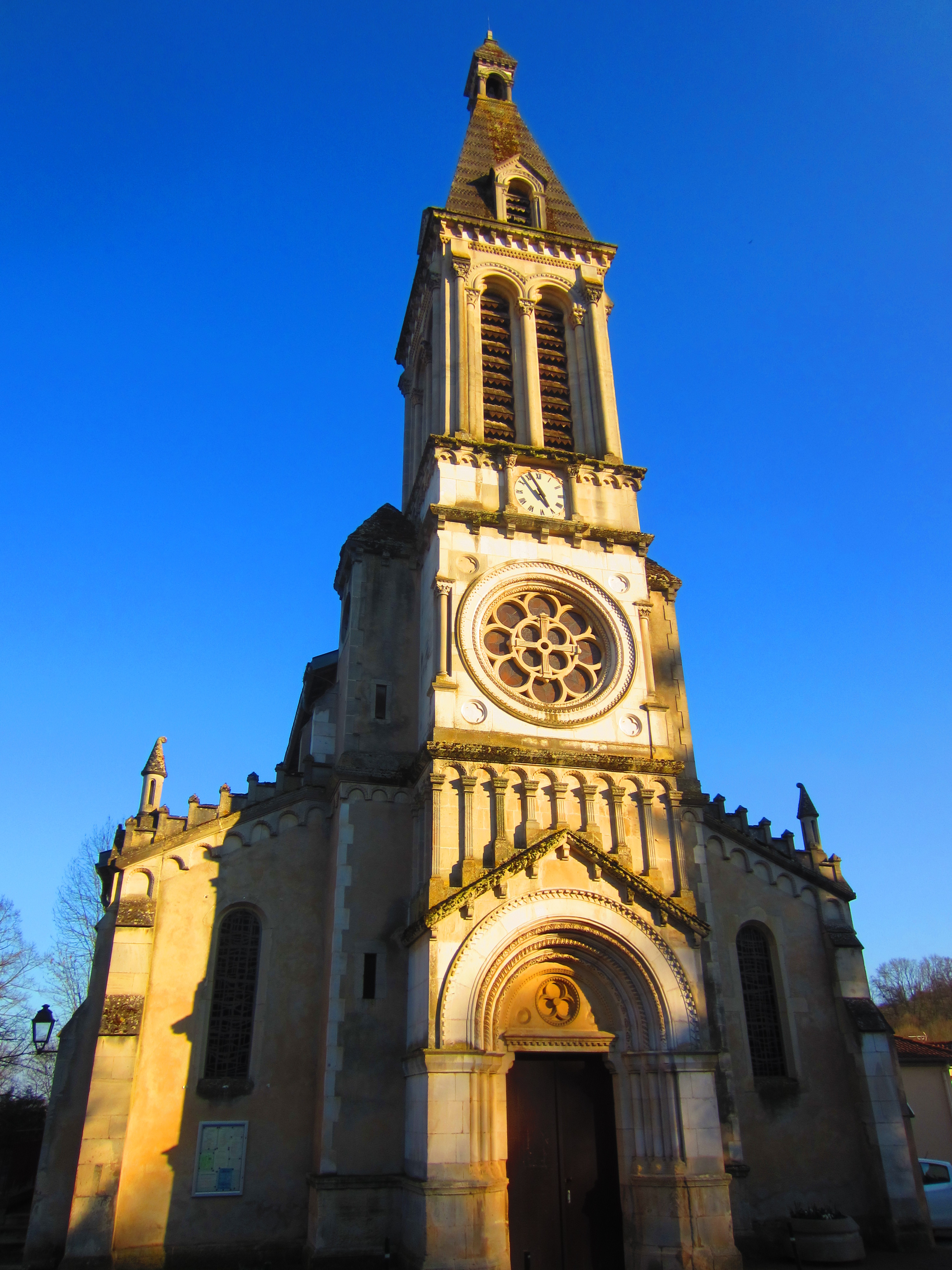
Église Saint-Fiacre.
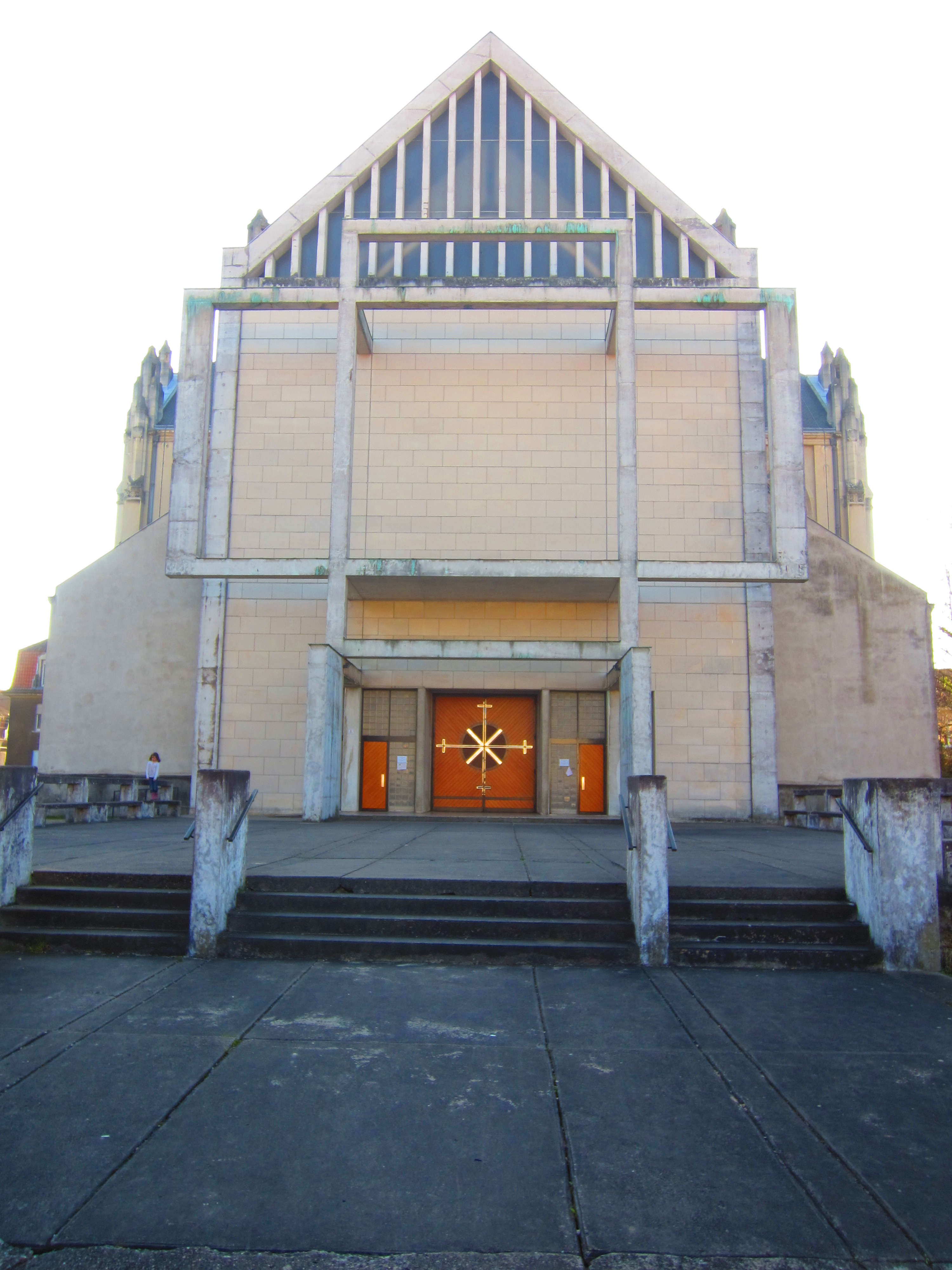
Église Sainte-Thérèse-de-l'Enfant-Jésus.
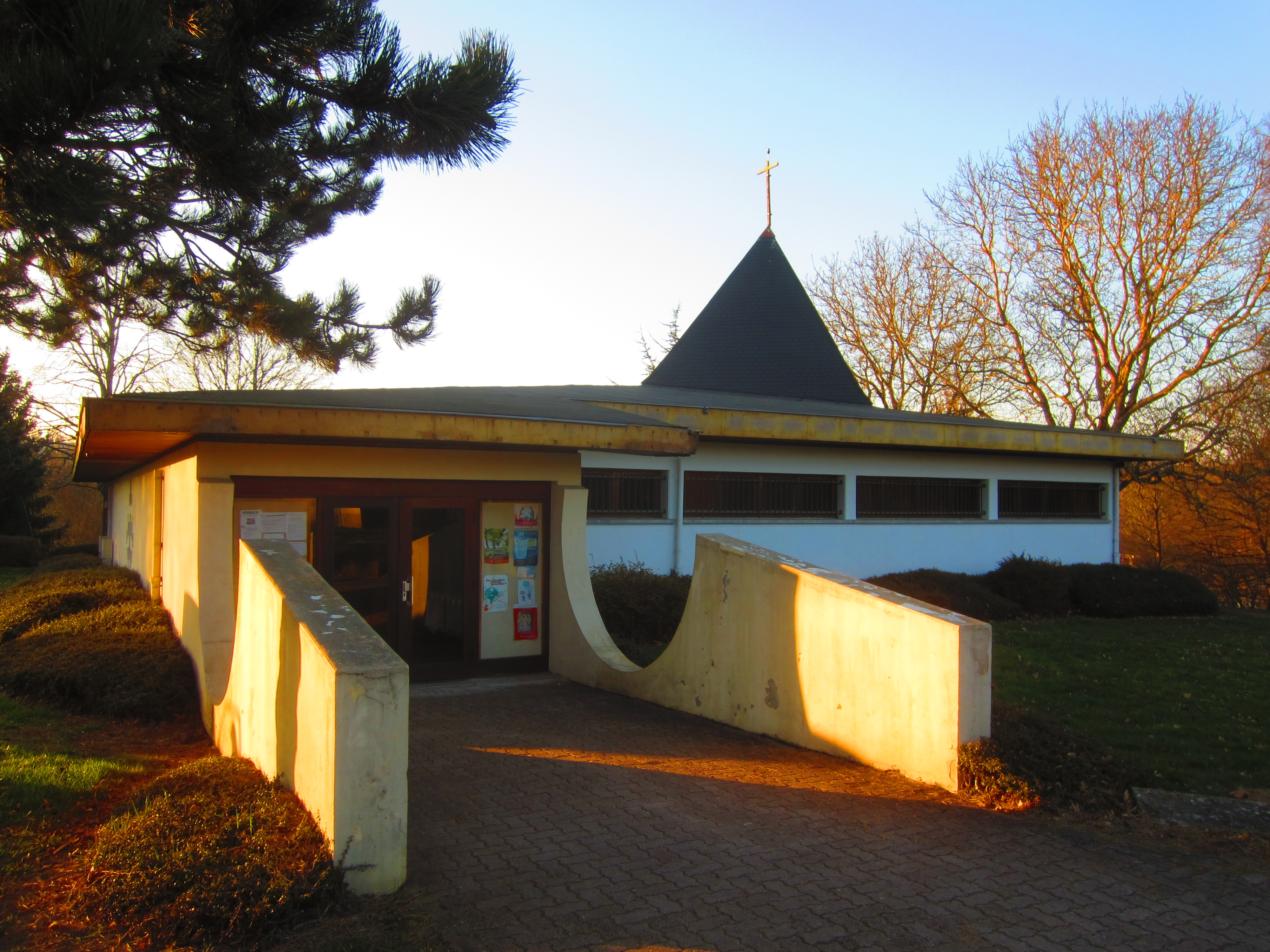
Église Saint-Bernard (Clairlieu).
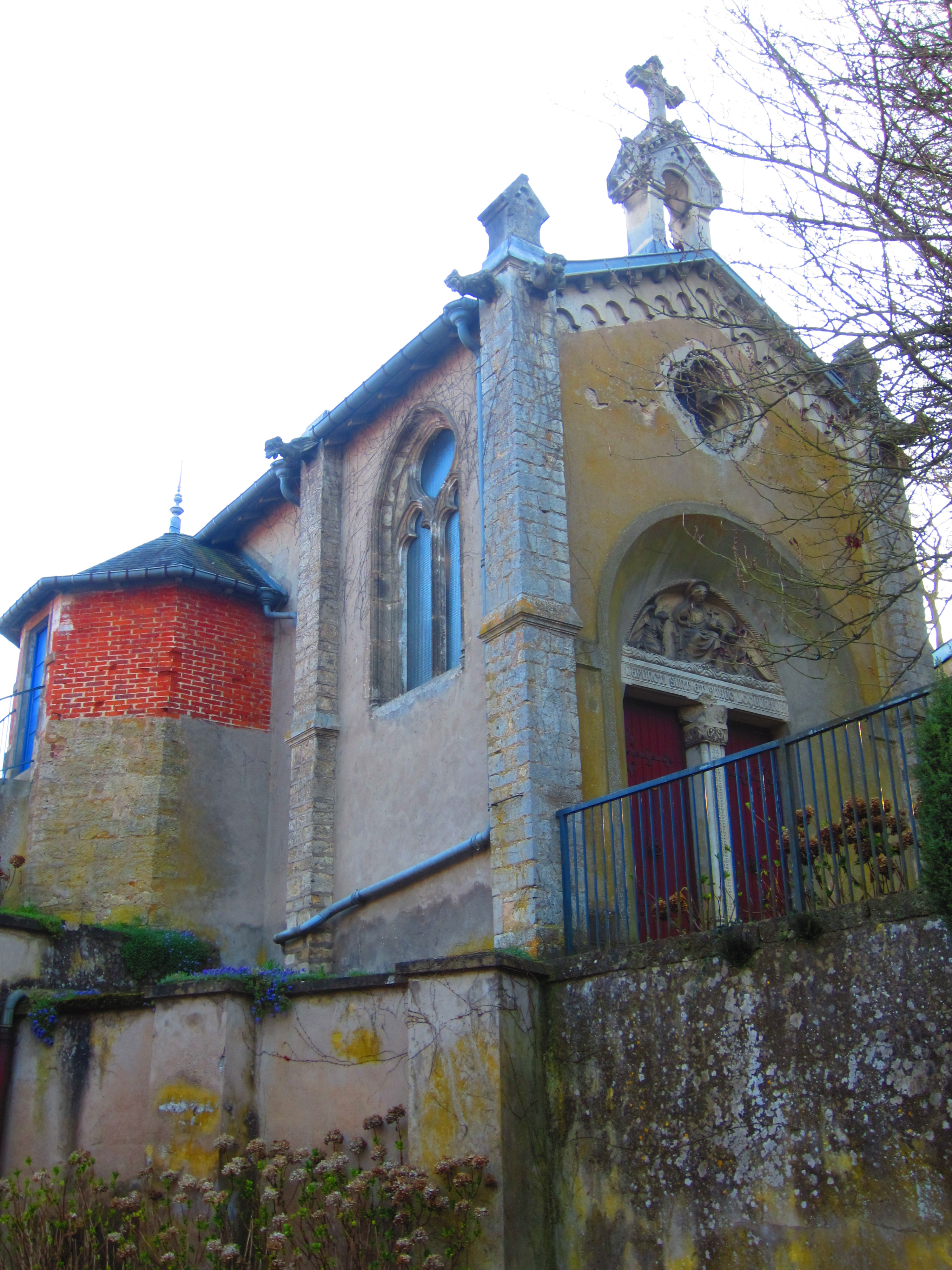
Chapelle orthodoxe des Gaules.
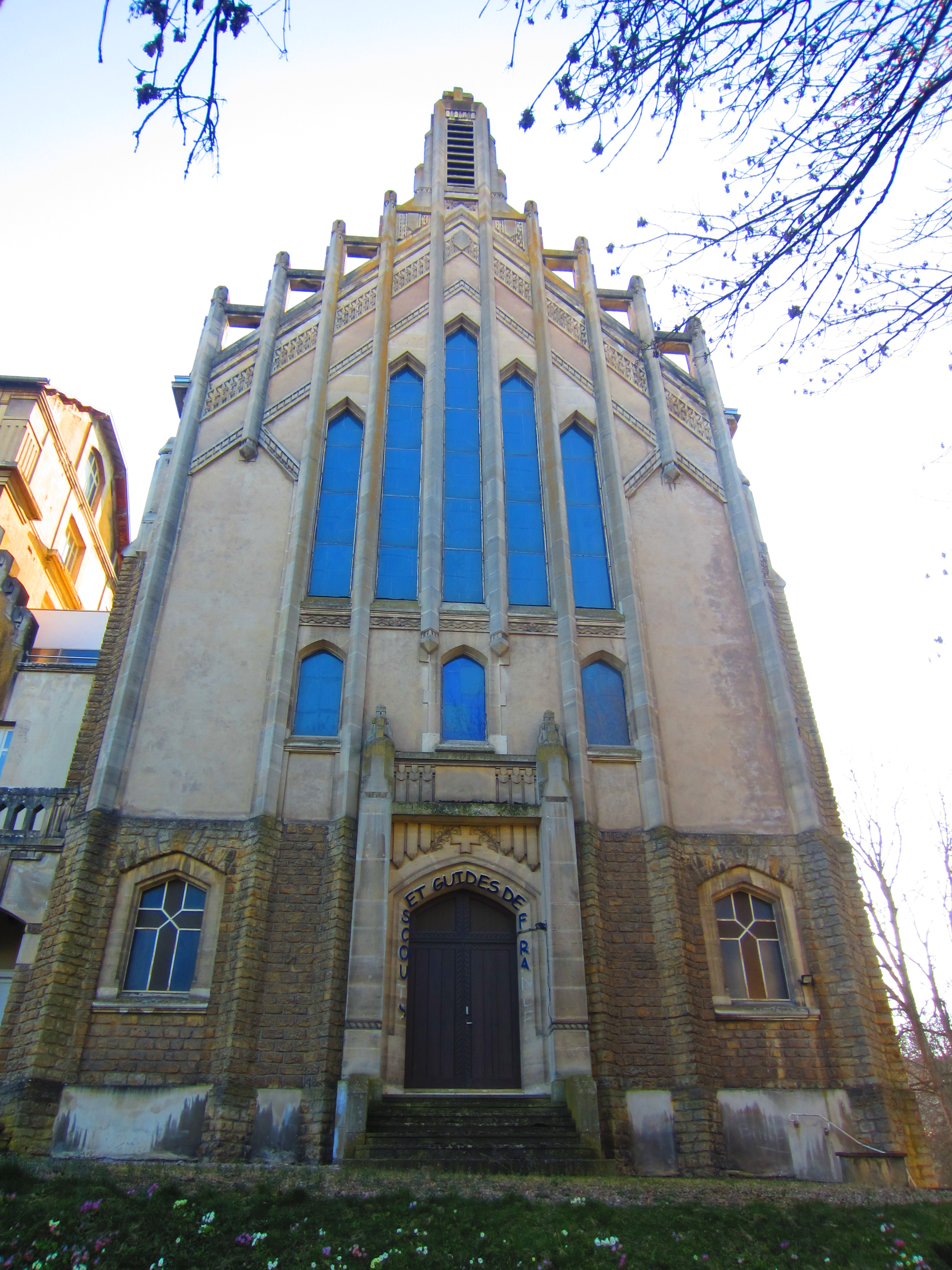
Grand séminaire de l’Asnée.
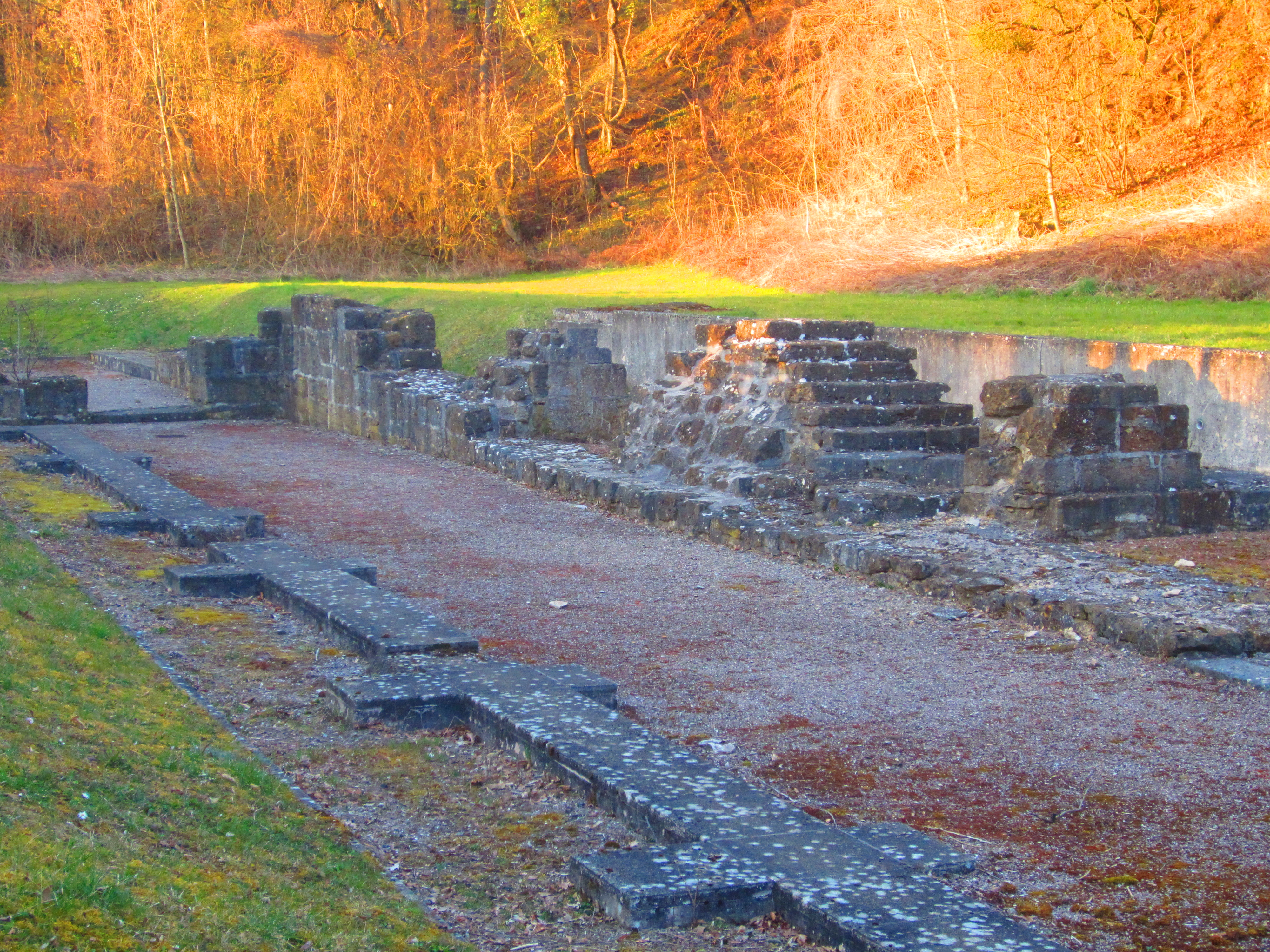
Ancienne abbaye cistercienne du lieu-dit Clairlieu.

#### Parcs et jardin
Il y a trois parcs sur le territoire de Villers-lès-Nancy et un jardin botanique :
- Parc de Brabois.
- Parc de Rémicourt.
- Parc Mme de Graffigny.
- Jardin botanique Jean-Marie-Pelt.
- Camping *** Bel Air Village Le Brabois[59].

#### Site spéléologique
À la suite du fort accroissement de la population de l'agglomération nancéienne lié à l'annexion de 1871, les besoins en eaux furent considérablement augmentés et un ensemble de galeries a été aménagé par l'homme afin de récupérer les eaux d'infiltration du plateau de Haye. Abandonnées dès les années 1930, ces galeries développant environ 6,6 km ont été réhabilitées pour la pratique de la spéléologie par l'Union spéléologique de l'agglomération nancéienne (USAN) en 1991 et sont gérées par la Ligue spéléologique lorraine (LISPEL). Désormais appelées le Spéléodrome de Nancy, elles servent de lieu de formation à la spéléologie et la plongée souterraine. Chaque année, depuis 2002, le site est ouvert au grand public par l'USAN à l'occasion des Journées européennes du patrimoine ; c'est la Journée du patrimoine souterrain.

### Personnalités liées à la commune
- Chanoine Étienne Drioton (°1889 - †1961), prêtre catholique et éminent égyptologue, inhumé au cimetière communal de Villers-lès-Nancy[63]
- Pauline Gabrielle Gaillard (1895-1945), résistante
- Charles Gomien (°1808 - †1876), portraitiste
- Françoise de Graffigny (°1695 - †1758), écrivaine
- Michel Haumant (°1935), portraitiste
- Benoît Henry (°1976), handballeur
- Daniel Prévot (°1940 - †2016), inventeur et promoteur du Spéléodrome de Nancy, inhumé au cimetière communal de Villers-lès-Nancy
- Jacques Pudlowski (°1916 - †1989), père du chroniqueur gastronomique Gilles Pudlowski, inhumé au cimetière communal de Villers-lès-Nancy[64]
- Philippine de Sivry (°1775 - †1851), poète qui signait Madame de Vannoz (une rue de Nancy porte son nom)
- Odile Vouaux (1934-), nageuse française internationale

### Héraldique, logotype et devise
| Blason de Villers-lès-Nancy | Blason  | D'argent, à la crosse abbatiale d'azur posée en pal, accostée de deux étoiles à cinq rais de même ; à l'écusson d'or, à la bande de gueules chargée de trois alérions d'argent (qui est de Lorraine), brochant sur le tout et posé en cœur ; à la chape d'azur semée à dextre de croix recroisetées au pied fiché d'or, à la tour crènelée de même, ouverte, ajourée et maçonnée de sable brochant sur le tout, chargée à senestre d'un raisin fruité, tigé ; feuillé et vrillé également d'or, nervé de sable, les vrilles formant en chef la lettre « V ». |
| Blason de Villers-lès-Nancy | Détails | Création par les « Amis de l'Histoire de Villers ». Adopté le 24 octobre 1977. |

Le 27 mai 1978, Villers-lès-Nancy entrait officiellement en possession de ses armoiries communales homologuées par la préfecture.
Pour clarifier, le blason se compose de trois parties, l’une centrale comportant une crosse rappelant l’abbaye de Clairlieu, deux étoiles symbolisant le culte marial (Clairlieu) et les deux curés martyrs de la Révolution, l’écusson de Lorraine, justifié par le fait que fondée par le duc de Lorraine Mathieu 1er, l’abbaye de Clairlieu fut pendant trois siècles ce que certains ont appelé le Saint-Denis lorrain.
La partie gauche comporte une tour symbolisant les seigneurs de la commune, les huit châteaux du territoire communal. Les pierres rappellent les anciennes briqueteries et tuileries. De l’autre côté, la grappe de raisin évoque la culture de la vigne (fête des vendanges depuis 1955).
En voici le détail :
Les symboles :
- La crosse abbatiale représente le bâton des abbés de Clairlieu, d'où sa position contournée, contrairement à la crosse des évêques. Elle est signe d'autorité, c'est aussi le symbole de l'axe du monde. Sa décoration florale évoque la nature, car Villers a longtemps été une commune essentiellement rurale.
- Les deux étoiles figurent le sceau de l'abbaye. Elles évoquent aussi les deux abbés martyrs exécutés à Mirecourt le 15 novembre 1793. On retrouve les étoiles dans les armoiries de plusieurs familles dont les Callot et les Scitivaux de Greiche. Elles symbolisent la lumière, la spiritualité, l'espoir et la liberté.
- Les armes de Lorraine représentent la région tout en rappelant l'origine de l'abbaye de Clairlieu édifiée grâce au duc Mathieu 1er, qui l'a choisie comme tombeau, ainsi que de nombreux seigneurs. Les couleurs sang et or évoquent le sacrifice des Lorrains durant les guerres. Les alérions évoquent la nature.
- La chape évoque le grand manteau d'église, mais aussi la montagne. C'est également l'initiale renversée de Villers ou la figuration du compas d'architecte. Les armoiries des Viriet, au XVIIIe siècle comportaient une chape.
- Les croix recroisetées figurent sur les armes de Marguerite Pelerin de Remicourt, la croix fichée sur celles des Lefevre de Saint Germain. La croix commémore la participation aux croisades. Elle est devenue le symbole de la chrétienté et représente aussi bien la vie que la mort.
- Le raisin évoque la tradition vinicole de Villers. Clin d'œil à la fête des vendanges, c'est aussi le symbole de la propriété et du travail très pénible. Il figure sur les armes des Viriet.
- La tour évoque les seigneurs temporels, la terre de Remicourt où est implanté le plus ancien château de Villers. Elle représente non seulement le temps féodal, mais aussi le présent. Elle est maçonnée pour rappeler le temps où la commune comptait des briqueteries. Les briques symbolisent le travail. Les ouvertures sont de sable car aucun travail ne s'accomplit sans effort et l'avenir dépend de la volonté d'agir. La tour, qui symbolise la force, figure dans les armoiries des Feriet.

Les couleurs :
- Les émaux : l'azur et l'argent (bleu et blanc) sont les couleurs traditionnelles de Villers. Elles figurent sur les armoiries de plusieurs seigneurs dès le XIVe. Elles représentent les quatre éléments et rappellent le côté écologique de la commune.
- L'azur (bleu) signifie justice et représente l'eau.
- L'argent (blanc) signifie espérance et représente aussi l'eau.
- L'or (jaune) signifie foi et représente le soleil.
- Le sable (noir) signifie prudence et représente la terre.
- Les gueules (rouge) signifient charité et représente le feu.